# Isidoro Gil y Baus
Isidoro Gil y Baus (Madrid, 1814-Madrid, 1866) fue un dramaturgo español del Romanticismo.

## Biografía

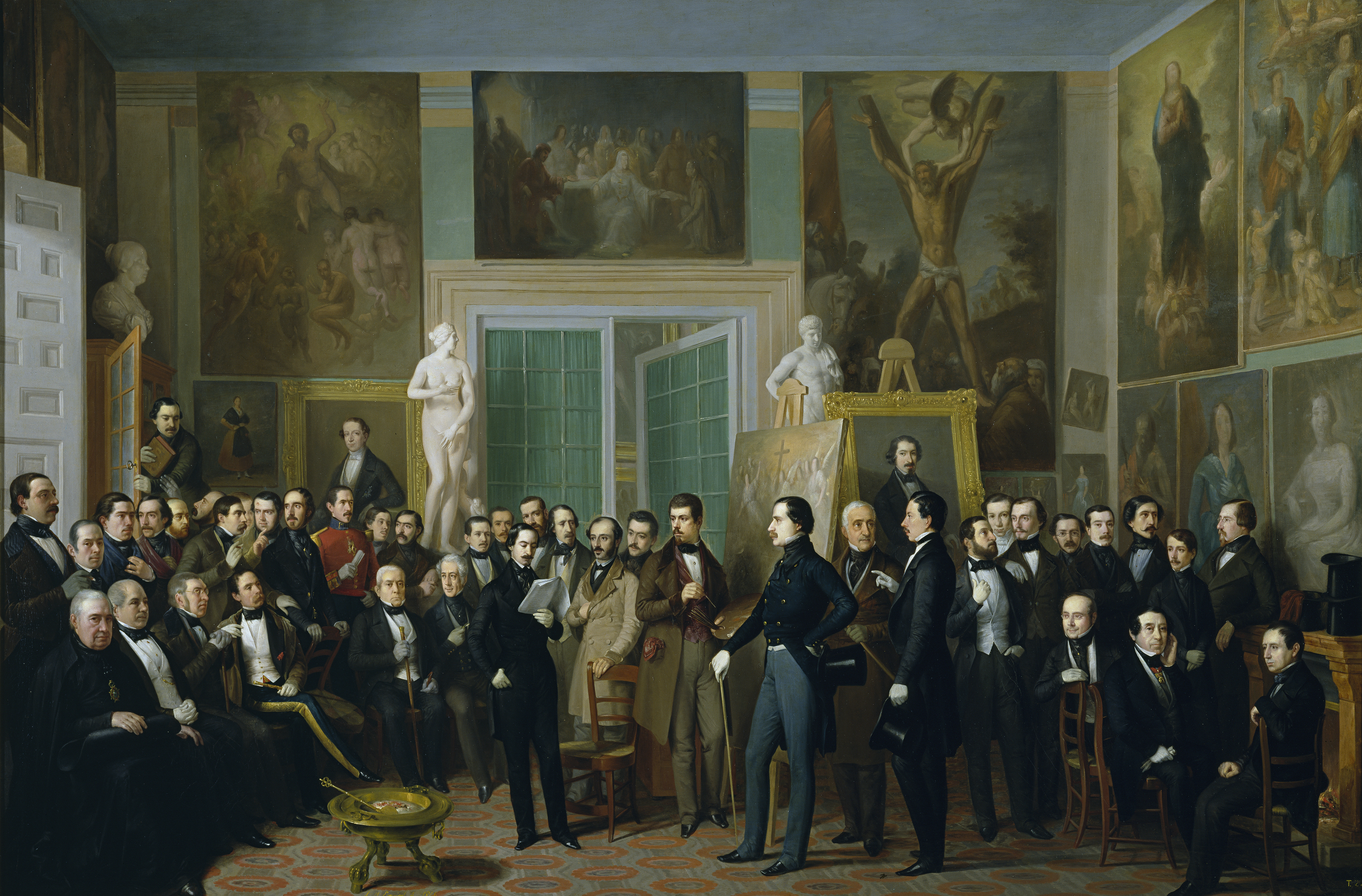
Isidoro Gil y Baus retratado en Los poetas contemporáneos por Antonio María Esquivel, 1846. Museo del Prado, Madrid

Usó a veces el seudónimo de Isidoro Gali y Busa. Estuvo casado con Cecilia de Madrazo, hermana de Federico y Luis de Madrazo y en segundas nupcias, tras enviudar en 1853, con Bernarda Albacete y Albert. Compuso piezas teatrales solo y muchas veces con otros autores amigos suyos. Solo escribió las comedias Una pasión o Novia de palo (1836), Los celos (1842), No hay que tentar al Diablo (1850), La despedida o El amante a dieta (1855), Las mujeres (1858) y Los nerviosos (1864). Entre sus dramas originales figuran El secretario privado (1841), El payaso y Las huérfanas de la caridad (1857).
Arregló en 1839 el drama denominado El pacto del hombre y juntamente con Antonio García Gutiérrez escribió Juan de Suavía (1841). Colaboró en otras piezas con L. Castejón, Carlos García Doncel y Eduardo Rosales, y más ocasionalmente con A. M. Ojeda y M. A. Lasheras. También adaptó la novela de Stendhal La Cartuja de Parma con el título de La abadía de Castro (1844) y la pieza de Octave Feuillet La novela de la vida: comedia en cinco actos y siete cuadros, 1859. Falleció en 1866 en Madrid.